# Папужка рожевогрудий
Папужка рожевогрудий (Neopsephotus bourkii) — вид папуг родини Psittaculidae. Єдиний вид роду. Раніше включали в рід Neophema. Свою латинську назву він отримав на честь губернатора Нового Південного Уельсу сера Річарда Берка в 1835 році. У 1841 році науковий опис цього виду дав натураліст Джон Гульд. У середині минулого сторіччя папужка  був завезений до Європи, а в 1867 в Лондонському зоопарку вперше був розмножений у неволі.

## Опис
Папуга кремезної статури, довжина тіла 22-23 см, хвоста 11 см. У його забарвленні немає трав'янисто-зеленого кольору. Оперення рожево-коричневе, черевце родево-червоне. Щоки у нього білі, а на лобі у самця є блакитна смужка. У самок є біле пір'ячко, вкраплене в передню частину голови. У природних умовах вони ведуть сутінковий спосіб життя. 

## Поширення та спосіб життя
Мешкає в Південній і
Центральній Австралії. Населяє степові області. Веде сутінковий спосіб життя. Охоче гніздяться в порожнистих стовбурах дерев з внутрішнім діаметром не менше 15 см, а глибина може бути близько 1 м. Самка відкладає 4-5 білих яєць. Пташенята з'являються через 18 днів, а залишають гніздо через 28-35 днів. 

## Охорона
У першій половині XX століття птах був на межі вимирання. Захищений австралійськими законами. В даний час популяції стабільні.